# The Red Green Show
The Red Green Show est une émission de télévision canadienne en 300 épisodes de 21 minutes, créée par Steve Smith et Rick Green et diffusée entre janvier 1991 et le 7 avril 2006 sur les chaînes de service public canadienne et américaine, soit respectivement CBC et PBS.

## Synopsis

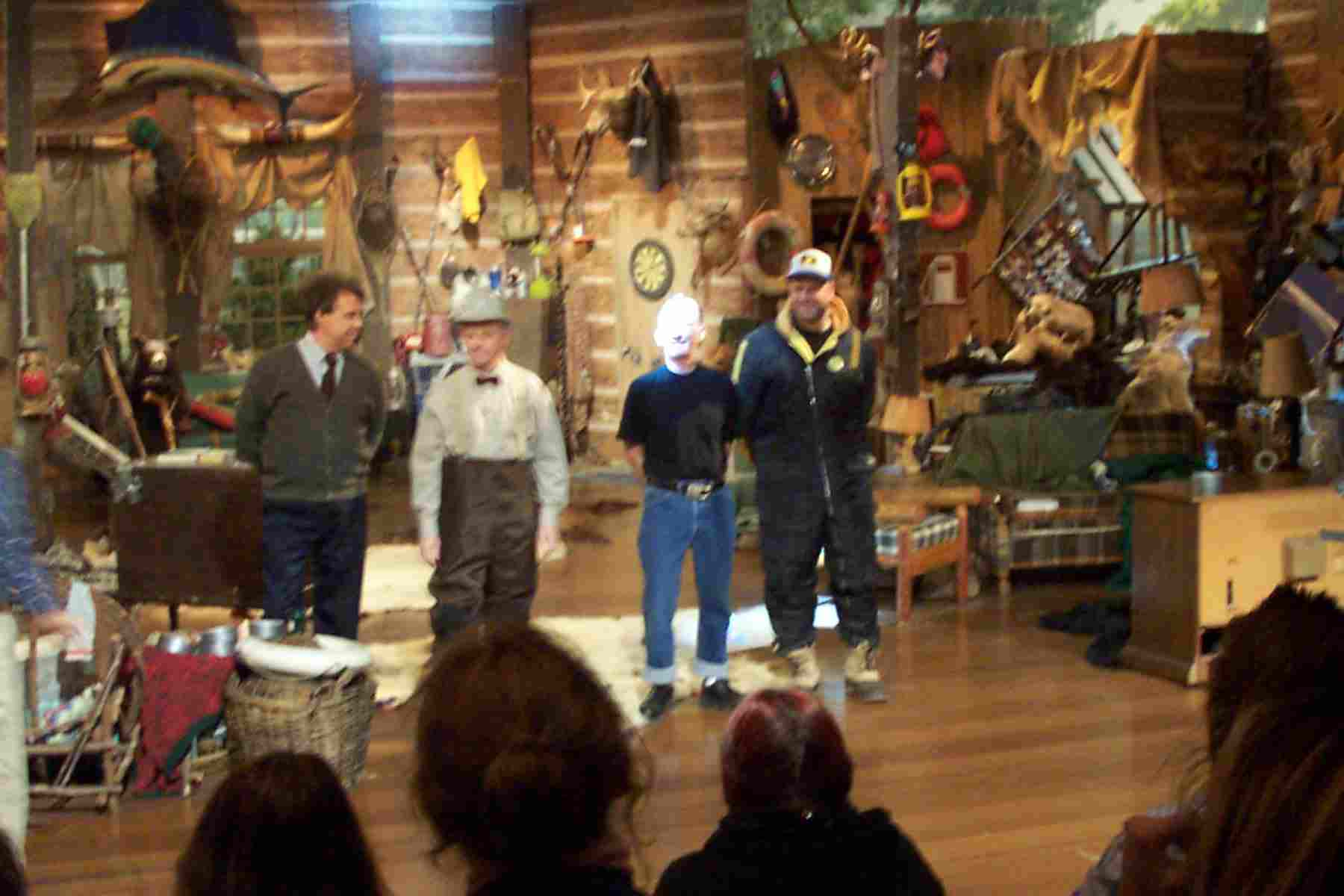
Quelques personnages de la série en 2004, lors d'un enregistrement à Toronto.

Cette série est une parodie des présentations d'amélioration de l'habitat et de bricolage, une combinaison entre les comédies de situation et celles de sketches. 
Le personnage principal, Red Green, est un col bleu paresseux qui confie la vaste majorité de ses travaux au ruban adhésif, qu'il nomme son arme secrète. Lui et les autres hommes de la cabane Possum se posent des énigmes, créent des machines impossibles et incroyables, et philosophent, notamment comment se rendre indispensable pour le beau sexe.

## Distribution
- Steve Smith : Red Green
- Patrick McKenna : Harold Green

## Commentaires
Le titre de la série, Le Spectacle rouge vert en français, fait référence aux couleurs des bretelles.